# Lascoria naupalis
Lascoria naupalis är en fjärilsart som beskrevs av William Schaus 1916. Lascoria naupalis ingår i släktet Lascoria och familjen nattflyn. Inga underarter finns listade i Catalogue of Life.